# Inessa Rebar
Inessa Wasyliwna Rebar (ukr. Інесса Василівна Ребар; ur. 4 stycznia 1978 w Nowodiewicy) – ukraińska zapaśniczka startująca w stylu wolnym. Zajęła czwarte miejsce na mistrzostwach świata w 2000. Zdobyła trzy medale na mistrzostwach Europy w latach 2000–2004. Trzecia w Pucharze Świata w 2002.
Mistrzyni Ukrainy w latach 1997 – 2002.